# Heinrich Bauer (Fechter)
Heinrich Bauer (* 1866; † nach 1938) war ein deutscher Fechter und mehrfacher Sieger bei den Verbandsturnieren des Gauverbands mittelrheinischer Fechtklubs. Er focht bei der Frankfurter Turngemeinde, gehörte später auch dem Fecht-Club Hermannia Frankfurt an.
Bauer begann das Fechten im Jahr 1888. Er errang Siege bei den Turnfesten 1894 in Breslau und 1908 in Frankfurt. Des Weiteren gewann er mehrmals die Gauverbandsfeste des Gauverbands mittelrheinischer Fechtklubs, die als Vorläufer der Deutschen Meisterschaften angesehen werden können. So gewann er das Verbandsfest 1898 in  Rüdesheim mit Säbel und Schläger, 1903 siegte er in Bürgel mit dem Säbel. 1899 konnte er in Wiesbaden in allen drei ausgefochtenen Disziplinen (Florett, Säbel und Schläger) einen Ehrenpreis gewinnen – ein Erfolg, den kein anderer Fechter wiederholen konnte. Sein letztes Turnier war das deutsche Turnfest 1913 in Leipzig.
Bauer gehörte einer Fechterfamilie an, sowohl sein Bruder Willi Bauer als auch sein Sohn Albert sowie mehrere weitere Verwandte fochten ebenfalls. Beruflich war er Inhaber eines Sporthauses in Frankfurt am Main.